# Gostyński
Gostyński là một huyện thuộc tỉnh Wielkopolskie của Ba Lan. Huyện có diện tích 810 km². Đến ngày 1 tháng 1 năm 2011, dân số của huyện là 76164 người và mật độ 94 người/km².